# Asclepias cooperi
Asclepias cooperi är en oleanderväxtart som beskrevs av N, E. Brown. Asclepias cooperi ingår i släktet sidenörter, och familjen oleanderväxter. Inga underarter finns listade i Catalogue of Life.